# Nzaman (peuple)
Pour les articles homonymes, voir Nzaman.
Les Nzaman sont un peuple d'Afrique centrale établi au Gabon dans la région de l'Ivindo, un affluent de rive droite de l'Ogooué. Ils font partie des Fangs du Sud et sont proches des Betsi.

## Langue
Leur langue est le nzaman, l'un des dialectes du fang.